# Fauststoff

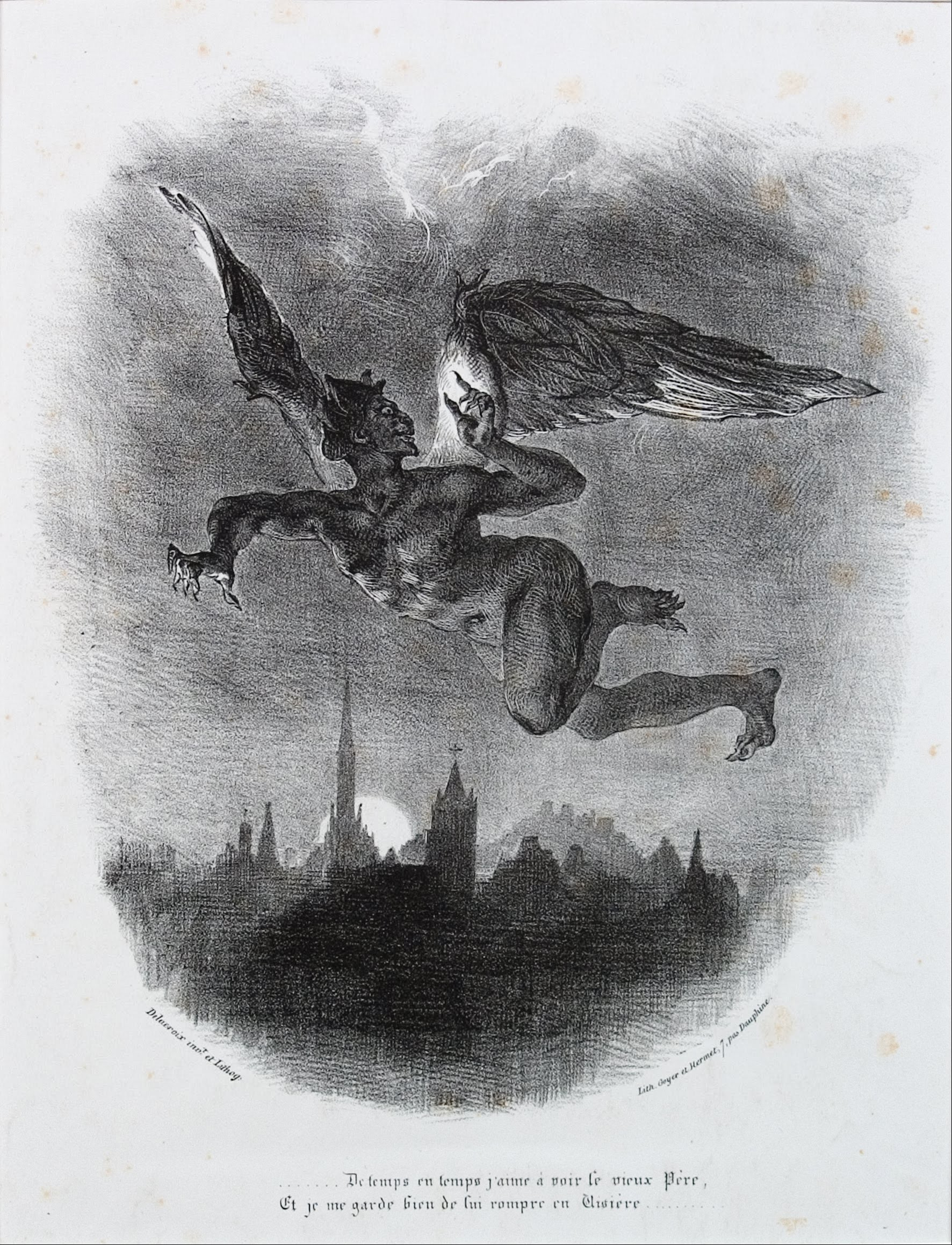
Mephistopheles über Wittenberg, in einer Lithographie zu Goethes »Faust« von Ferdinand Victor Eugène Delacroix, 1828

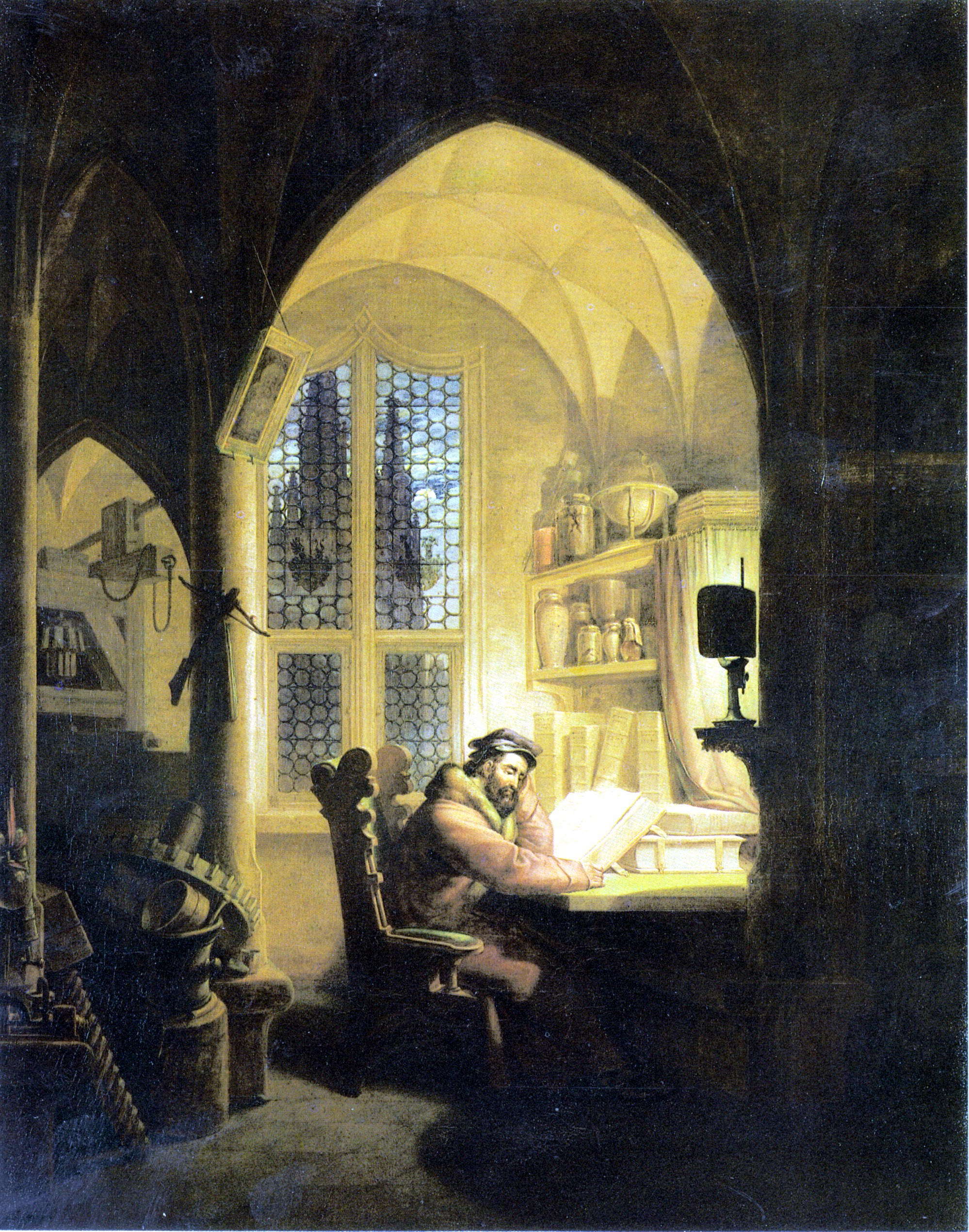
Faust im Studierzimmer von Georg Friedrich Kersting, 1829

Der Fauststoff, genannt auch Faust-Sage, die Geschichte des Doktor Johann Faust und seines Pakts mit Mephistopheles, gehört zu den am weitesten verbreiteten Stoffen in der europäischen Literatur seit dem 16. Jahrhundert. Das lückenhafte Wissen über den historischen Johann Georg Faust (wohl etwa 1480–1541) und sein spektakuläres Ende begünstigten Legendenbildungen und ließ Schriftstellern, die sich mit seinem Leben befassten, einigen Spielraum. Eigenschaften des Fauststoffs, die in den unterschiedlichsten Versionen wiederkehren, sind Fausts Erkenntnis- oder Machtstreben, sein Teufelspakt und seine erotischen Ambitionen.
Während sich in der Populärkultur ältere Vorstellungen von Faust als Narr und Scharlatan hielten, geschah seit dem 18. Jahrhundert eine literarische Aufwertung des Fauststoffs. Der menschliche Zwiespalt zwischen der Kraft des Glaubens und der Sicherheit wissenschaftlicher Erkenntnis wurde zu einem Hauptthema. Faust ist der über seine Grenzen hinaus strebende Mensch und befindet sich im Konflikt zwischen egozentrischer Selbstverwirklichung und sozialer Anerkennung in einer stets noch religiös geprägten Welt.

## Faust als literarische Figur

### Vorbilder
Unter dem Namen des historischen Faust verbinden sich mehrere antike, mittelalterliche und neuzeitliche Figuren: Prometheus (der die Götter herausfordert), Pygmalion (der Künstler, der sein Kunstwerk lebendig machen will), Allegorien der Todsünde Hochmut (die im mittelalterlichen Theater zu sehen waren, vgl. Vice), Don Juan (der überhebliche Frauenheld) oder die Figur des Dottore aus der Commedia dell’arte (der gelehrte Schwätzer). In die literarische Gestalt des Faust sind auch Motive älterer Verarbeitungen des Teufelspakt-Stoffes eingeflossen, so apokryphe Legenden um die biblische Gestalt des Gnostikers und Häretikers Simon Magus und mehrere teils ins 4. Jahrhundert zurückreichende griechische Legenden, die in lateinischen, später auch volkssprachlichen Bearbeitungen vielfach durchs Mittelalter bis in die frühe Neuzeit weiterlebten, so die zuerst von Hrotsvit von Gandersheim im 10. Jahrhundert lateinisch bearbeiteten Legenden von Theophilus und von Basilius (oder: Diener des Proterius) und die über lateinischen Vorversionen schließlich in die Legenda Aurea eingegangene Cyprianslegende von einem Heiden Cyprian, der sich nach einem Teufelspakt am Ende doch bekehrt.
In der um 1200 entstandenen mittelhochdeutschen Vorauer Novelle kann eine frühe Bearbeitung des Fauststoffes gesehen werden.

### Renaissance und Barock

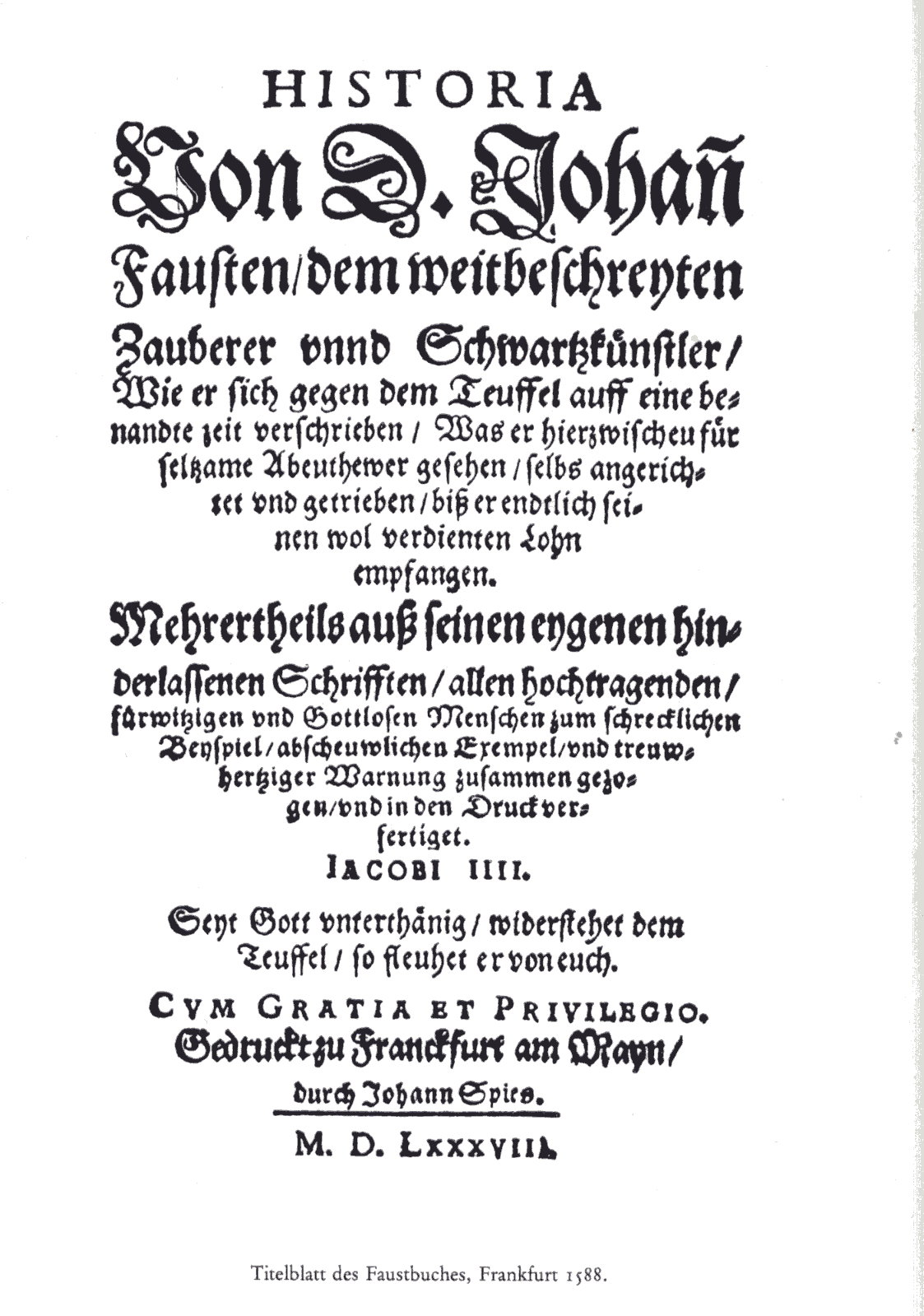
Titel des Drucks von Johann Spies, 1588

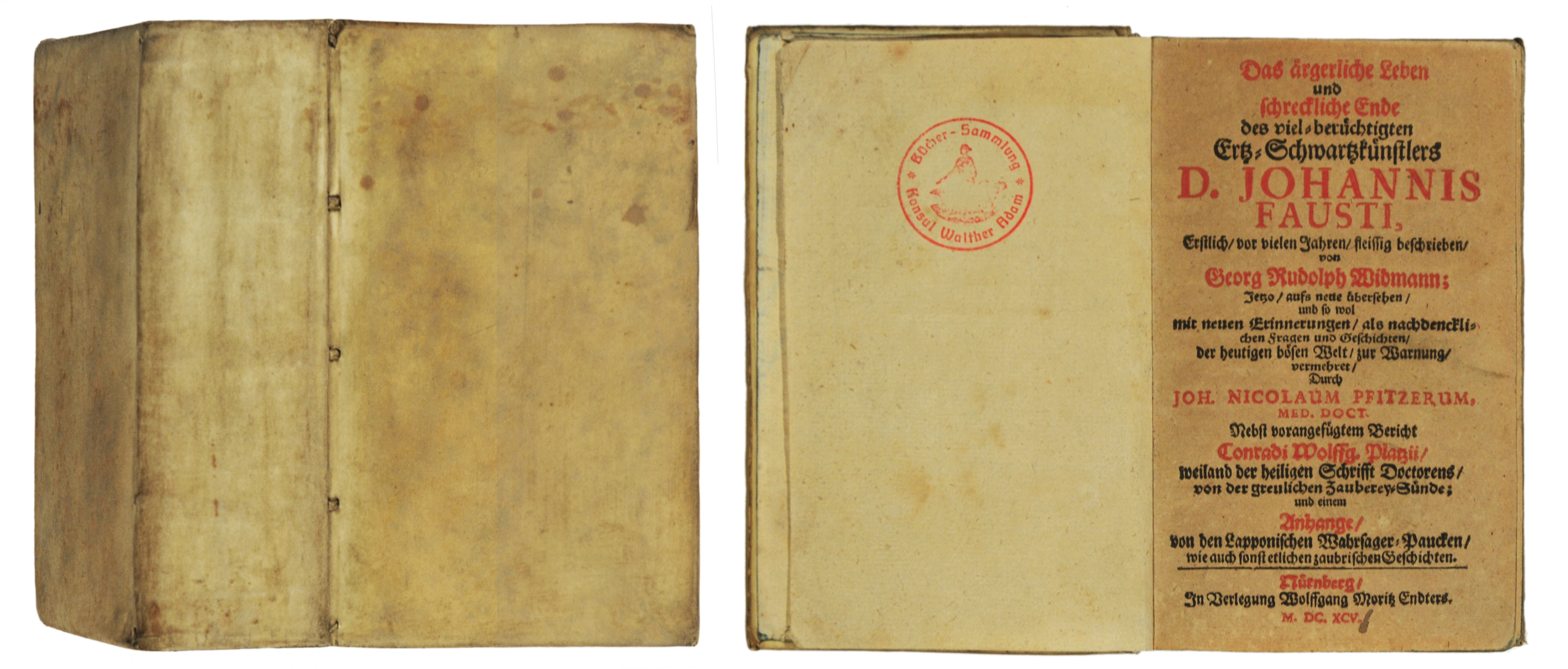
Fassung von 1695

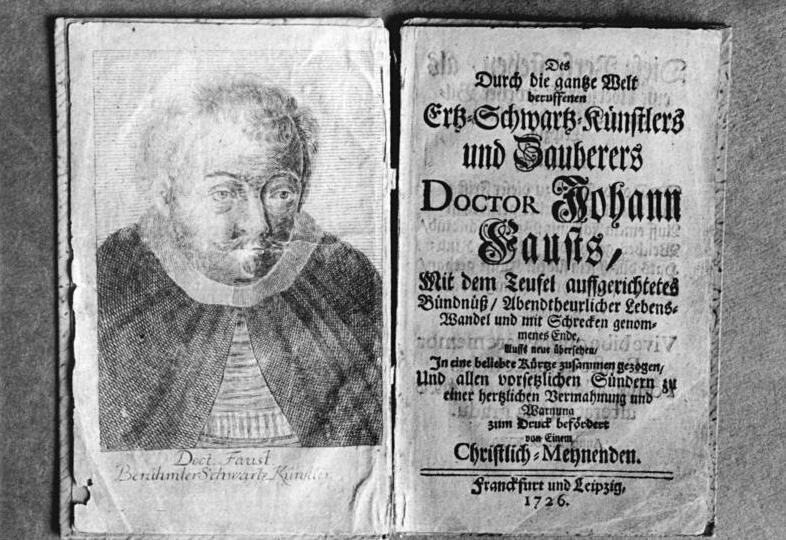
Bearbeitung des „Faust“-Stoffes aus dem Jahre 1726 von einem „Christlich-Meynenden“

Zauberbücher (Grimoires) enthielten seit 1500 sogenannte Höllenzwänge (Zaubersprüche), die einem Johann Faust zugeschrieben wurden. Da der Wunderglaube abnahm, wurde das Interesse gegenüber Faust ein literarisches. Als Sinnbild eines Menschen, der sich aus mittelalterlicher Demut befreit, dessen Selbstbewusstsein aber in Hybris umschlägt, wurde er zu einem beliebten Vanitas-Symbol. In aller Regel blieb er dabei ein Narr oder Bösewicht.
Im Jahre 1587 veröffentlichte der Frankfurter Buchdrucker Johann Spies die Historia Von D. Johañ Fausten / dem weitbeschreyten Zauberer vnnd Schwartzkünstler. Die Erzählung enthält eine Vielzahl von Geschichten und Anekdoten, viele mit legendenhaften Elementen. Sie berichtet von Fausts Theologie- und Medizinstudium, seiner Beschäftigung mit der Zauberei und von seinem Bündnis mit dem Teufel, der Faust schließlich mit in die Hölle nimmt. Deutlich ist die christliche Einstellung des anonymen Verfassers zu erkennen. Das Buch vermittelt ein negatives Faustbild und eine Ermahnung zu gottesfürchtigem Leben. Es erlangte große Bekanntheit. Zwischen 1588 und 1611 wurde es ins Englische, Niederländische, Französische und Tschechische übersetzt.
1589 verfasste der Engländer Christopher Marlowe eine dramatisierte Version der „Historia“. Die tragische Historie vom Doktor Faustus enthält all ihre wesentlichen Stoffelemente. Die Faustfigur trägt aber deutliche Züge einer Renaissancegestalt. Faust verlangt anmaßend die Macht über die Welt und verachtet die Theologie und ihre Jenseitsorientierung. Er verschreibt sich der Magie und dem Teufel, was auch hier zu seinem bösen Ende führt. Trotzdem ist bei Marlowe deutlich die Sympathie für seinen Protagonisten erkennbar. Es ist die erste Faustbearbeitung, die der Figur des Faust positive Aspekte abgewinnt.
Marlowes Drama wurde um 1600 von englischen Schauspielergruppen nach Deutschland gebracht und von deutschen Wanderbühnen übernommen. In der folgenden Zeit wurde es allerdings zerspielt und auf komische Elemente reduziert. Faust wurde zu einer komischen Figur, vergleichbar mit dem Kasperl der Stegreifkomödie.
Zwischen Witzfigur und dämonischem Ungetüm bewegen sich die Faustfiguren der zahlreichen Bühnenfassungen des Stoffs. Oft dienen sie als Vorwand zu einem Zirkus-Spektakel zwischen Puppenspiel, Dressur, Ballett und Feuerwerk.
Der Augsburger Schausteller Rudolf Lang zog mit einer Hundenummer zum Thema Faust 1717–21 durch Österreich und Deutschland und musste sich einmal ernsthaft gegen den Vorwurf der Hexerei verteidigen.
Berühmt sind die beiden englischen Faustpantomimen zu Beginn des 18. Jahrhunderts: Necromancer von John Rich und Doctor Faustus von John Thurmond (beide London 1723). Sie sind eine Sammlung von Vanitas-Motiven: Verträge, Prognosen, Musik, Tanz, Geldverleih, Prostitution, heidnische Antike werden unter dem Motto der Nichtigkeit und Vermessenheit bunt zusammengestellt.
Josef Anton Stranitzky setzte in seiner Dramatisierung von 1725 der Faustfigur den Wiener Hanswurst gegenüber.

### Seit 1750

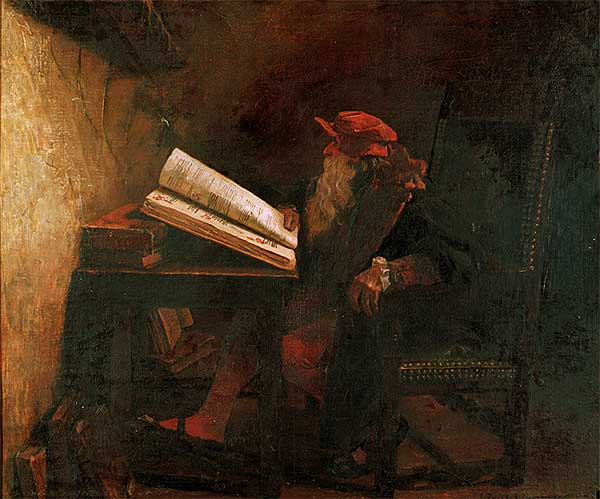
Jean Paul Laurens – Dr. Fausto

An der Verwendung des Fauststoffs lässt sich eine zunehmende Scheidung zwischen Hochkultur und Populärkultur ablesen. Im Zeitalter der Aufklärung begannen die Versuche, die Faustfigur zu rechtfertigen und grundsätzlich aufzuwerten. Gotthold Ephraim Lessing veröffentlichte 1759 in seinem 17. Literaturbrief einige Szenen eines von ihm geplanten Faustdramas. Faust wird hier als ein nach Erkenntnis strebender Renaissancemensch dargestellt. Aufgrund eben dieses Strebens nach Wissen wird er vor dem Teufelspakt bewahrt. Der aufgeklärte Künstler und Wissenschaftler, den Faust zunehmend symbolisierte, sollte keine grundsätzlich negative Figur mehr sein. Lessing vollendete dieses Werk nie. Viele junge Dichter befassten sich mit der Thematik. Faust verkörperte bei ihnen den Willen zum geistig-sinnlichen Abenteuer in einer eintönigen, überzivilisierten und naturfremden Welt. Paul Weidmann verfasste ein allegorisches Drama, in dem Faust von seinen Eltern besucht wird und umkehrt. Jakob Michael Reinhold Lenz schildert in seinem Gedicht Fragment aus einer Farce, die Höllenrichter genannt, einer Nachahmung der βατραχοι des Aristophanes Fausts Leben ohne Liebe als höllische Qual.
In der Populärkultur gibt es parallel dazu immer noch die alte, durchwegs negativ gemeinte Faustfigur, deren Untergang als Moritat geschildert wird: In Hamburg etwa führt ein Pyrotechniker namens Girandolini 1785 ein musikalisch-physikalisches Freilichtspektakel Doctor Fausts Höllenfarth auf. Ebenso wurde diese ältere Bedeutung des Fauststoffes für aufklärerische Satiren benutzt. Friedrich Maximilian Klingers Roman Fausts Leben, Thaten und Höllenfahrt (1791) ist eine Mischung aus Aufklärungssatire und Sturm-und-Drang-Novelle.

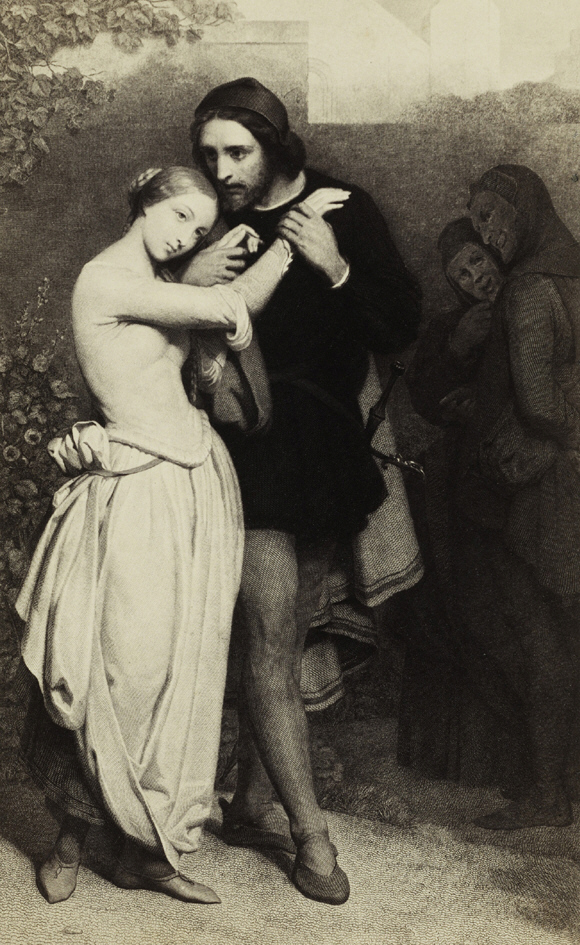
Ary Scheffer: Faust et Marguerite – Die französischen Versionen des Fauststoffs seit Gounods Oper legen ihr Schwergewicht meist auf die Gretchentragödie.

Bruchlos geht diese Tradition ins Bühnenmelodram des 19. Jahrhunderts über. Erwähnenswert in diesem Zusammenhang sind Ferdinand Kringsteiners Johann Faust (1811) und Ernst August Klingemanns Faust (1815) als populäre Schauerdramen. Noch Louis Spohr suchte im Stoff für seine Oper Faust (1818) eher einen reißerischen Aufhänger für seine Musik als einen bedeutenden Inhalt. Dass man die Vanitas-Symbolik im 19. Jahrhundert nicht mehr ernst nehmen konnte, zeigt sich in Travestien wie derjenigen von Franz Xaver Gewey 1815: Die Gegenstände in Fausts Studierstube, Totenköpfe, Skelette, Folianten, Waffen, Himmelskugeln, Landkarten beginnen sich dort wie in einem Disney-Film zu bewegen und im Chor zu singen.
In der neueren Rezeptionsgeschichte hat allerdings die Nobilitierung der Faustfigur ihre ältere Bedeutung verdrängt, obwohl sie in der Populärkultur unverändert präsent war. 1808 erschien Goethes Faust. Der Tragödie erster Teil. Goethe versuchte, dem Stoff seinen Pessimismus zu nehmen. Er gab seinem Faust ein zaghaft hoffnungsvolles Ende, ohne sich dem Religiösen unterzuordnen. Dieses Werk wurde zum wichtigsten der gesamten Faustdichtung. Der 1832 veröffentlichte zweite Teil ist streckenweise eher ein kulturkritischer Essay als ein Bühnenstück. Goethe beschäftigte sich insgesamt fast 60 Jahre lang mit dem Fauststoff. Er stellte Faust als Renaissancemenschen und Humanisten dar, als einen modernen Intellektuellen, der sich aus kirchlicher Bevormundung befreit hat. Seine Faustbearbeitungen konzentrieren sich auf Fausts Wunsch nach Erkenntnis und Erfahrungsvielfalt („Daß ich erkenne, was die Welt/ im Innersten zusammenhält.“ Faust I, V. 382/383). Die Gelehrtentragödie gelangt zu einem Höhepunkt, als Faust sich eingestehen muss, die von ihm gewünschte Welterkenntnis aus eigener Kraft nicht erlangen zu können. Goethe rechtfertigte damit den Teufelspakt durch eine Gesinnung, die nicht grundsätzlich verwerflich sei. Schon Lessing bezeichnete die Wissbegier als den edelsten Trieb des Menschen. Außerdem verband Goethe Fausts Suche nach Erkenntnis mit der Gretchentragödie. Gretchen, die von Faust Verführte, wird zur Personifikation der reinen Unschuld Faust gegenübergestellt (Mephistopheles: „Über die hab ich keine Gewalt“, V. 2626).
1836 erschien mit dem Drama Der vollendete Faust oder Romanien in Jauer von Jens Immanuel Baggesen eine Satire auf Goethes Faustfragment. Die Goethe-Parodie von Friedrich Theodor Vischer Faust. Der Tragödie dritter Teil (1862) konnte sich nicht durchsetzen. Der Fauststoff blieb dennoch auf der Ballett- und Opernbühne in zahlreichen Versionen präsent. Am berühmtesten wurde Charles Gounods schwärmerisch-empfindsamer Faust von 1859. Aus Respekt gegenüber Goethe nannte man die Oper im deutschen Sprachgebiet Margarethe. Noch das erste US-amerikanische Musical The Black Crook (1866) nimmt den Fauststoff als Aufhänger zu einem unterhaltenden Bühnenspektakel.

### 20. Jahrhundert
Die Verschärfung der Faustfigur ins „Faustische“, wie sie seit dem Fin de siècle vor allem mit nationalistischem Unterton üblich wurde, lässt sich nicht auf Goethe zurückführen. In diesem Zusammenhang stehen Oswald Spenglers unheilvolle Aussagen über die „faustische Kultur“ in Der Mensch und die Technik (1931). Geglückte und misslungene deutsche Vergangenheitsbewältigung begegnen sich bei der Behandlung des Fauststoffs auf irritierende Weise, wie die germanistische Karriere von Hans Ernst Schneider gezeigt hat, der sich nach seinem Identitätswechsel über Faust habilitierte.
Im 20. Jahrhundert prägte der endgültige Untergang des Ancien Régime und die Erfahrung der Weltkriege die Beschäftigung mit dem Fauststoff. Heinrich Mann schuf in Professor Unrat (1905) wiederum eine negative, anmaßende und lächerliche Faustfigur. Sein Bruder Thomas Mann knüpft mit seinem 1947 erschienenen Roman Doktor Faustus an die „Historia“ von 1587 an. Er verlegt die Handlung in die Zeit ab 1900 und übt mit der Figur des Faust Kritik an der bürgerlichen Klasse Deutschlands. Michail Bulgakows Satire Der Meister und Margarita parodiert das Leben im Sowjetreich. In Hanns Eislers unvertont gebliebenem Opernlibretto Johann Faustus von 1952 verrät Faust die Rechte der Unterdrückten in den Bauernkriegen um 1525.
Ebenfalls im 20. Jahrhundert erlebte die Faustfigur im Puppenspiel eine Wiederbelebung, nachdem das Puppentheater durch die Hohnsteiner Puppenbühne unter Max Jacob von einer Jahrmarktsunterhaltung zur anerkannten Theaterform aufgestiegen war. Prominente Autoren und Spieler von Faust-Puppenspielen waren neben Max Jacob Friedrich Arndt (Hohnsteiner Kasper), Walter Büttner (Der Heidekasper) und Otto Schulz-Heising (Ulenspeegel Puppentheater). Heute noch zeigen traditionsbewusste Puppenspieler ein Faustspiel, zum Beispiel Gerd J. Pohl (Piccolo Puppenspiele), Andreas Blaschke (Figurentheater Köln), Harald Sperlich (Hohenloher Figurentheater), Dr. Johannes Minuth (Freiburger Puppenbühne), Frieder Paasche (Vagantei Erhardt) und Stefan Kügel.

### 21. Jahrhundert
Auch im 21. Jahrhundert bleibt der Fauststoff beliebt. So wird zum Beispiel in dem Anime Mahō Shōjo Madoka Magika Dr. Faustus von der Schülerin Madoka verkörpert, während Kyubey Mephistopheles verkörpert und versucht, Madoka zu einem Pakt zu überreden, bei dem sie zwar einen Wunsch frei hat, aber dafür auf ewig Hexen jagen muss, um selbst nicht zu einer solchen zu werden.
Black Butler, ein weiterer Anime, behandelt ebenfalls den Fauststoff. Der junge Lord Ciel Phantomhive, der die Rolle von Dr. Faustus übernimmt, erstrebt die Rache an der Person, die seine Eltern getötet hat. Er beschwört deshalb den Dämon Sebastian Michaelis, der die Rolle von Mephistopheles übernimmt, herauf. Sebastian gibt sich als Ciels Butler aus und ist dazu verpflichtet, jeden Wunsch seines Herrn zu erfüllen, bis das Hauptziel erreicht ist und er die Seele seines Herrn erhält.
Die filmische Adaption Faust des russischen Regisseurs Sokurow verbindet eine freie Interpretation des Goethe’schen Faust mit surrealistischen und expressionistischen Filmbildern, die an die Stummfilme des deutschen Expressionismus der 1920er Jahre erinnern.

## Werke mit Bezug zum Fauststoff
Als Quellen für Werke von Drama bis Bildende Kunst bis Ende des 20. Jahrhunderts siehe Möbus u. a. Faust. Annäherung an einen Mythos. und (ohne Film) Jochen Schmidt Goethes Faust.

### Dramen
- Christopher Marlowe: Tragicall History of Doctor Faustus (1589) , dt. Die tragische Historie vom Doktor Faustus (1604).
- William Mountfort: Das Leben und der Tod des Doktor Faustus (1697).
- John Rich: The Necromancer (1723).
- Paul Weidmann: Johann Faust (1775).
- Gotthold Ephraim Lessing: D. Faust (Dramenfragment, 1775).
- Johann Wolfgang von Goethe:
  - Urfaust (1775).
  - Faust. Ein Fragment (1790).
  - Goethes Faust, Tragödie in zwei Teilen:
    - Faust. Eine Tragödie. (Faust I, 1808).
    - Faust. Der Tragödie zweiter Teil (Faust II, 1832).
- Karl Friedrich Benkowitz: Die Jubelfeier der Hölle, oder Faust der jüngere (1801)
- Ernst August Klingemann: Faust (1816).
- Christian Dietrich Grabbe: Don Juan und Faust (1828).
- Nikolaus Lenau: Faust. Ein Gedicht (Versepos, 1836).
- Jens Immanuel Baggesen: Der vollendete Faust oder Romanien in Jauer (1836).
- F. Marlow (d. i. Hermann Ludwig Wolfram): Faust. Ein dramatisches Gedicht in drei Abschnitten (1839).
- Friedrich Theodor Vischer: Faust. Der Tragödie dritter Teil (1862).
- William Gorman Wills: Faust (1885).
- Anatoli Wassiljewitsch Lunatscharski: Faust i Gorod (1918, dt.: Faust und die Stadt, 1973).[8]
- Ferdinand Avenarius: Faust. Ein Spiel (1919).
- Bruno Ertler: Das Spiel von Doktor Faust – Ein deutsches Spiel im Volkston in einem Vorspiel und drei Akten (1923).
- Michel de Ghelderode: La mort du Dr. Faust (1936).
- Dorothy L. Sayers: The Devil to Pay (1939).
- Paul Valéry: Mon Faust (1946).
- Friedrich Dürrenmatt: Urfaust (Bearbeitung von Goethes Urfaust für das Schauspielhaus Zürich, 1970).
- Rainer Kirsch: Heinrich Schlaghands Höllenfahrt (1973).
- Slobodan Šnajder: Hrvatski Faust (1982).[8]
- Wolfgang Bauer: Herr Faust spielt Roulette (1986, Erstdruck in: Wolfgang Bauer: Werke. Bd. 3: Schauspiele 1975–1986. Graz: Droschl 1986, S. 193–241.).
- Günther Mahal (Hrsg.): Doktor Johannes Faust – Puppenspiel. Stuttgart: Reclam 1991. ISBN 3-15-006378-7 (Puppenspiel von Karl Simrock und Text des Ulmer Puppenspiels).
- Werner Schwab: Faust: Mein Brustkorb: Mein Helm. (1992. Musik: Einstürzende Neubauten. Erstdruck in: W.S.: Dramen 3, 1994).
- Gerd J. Pohl: Faust – Geschichte einer Höllenfahrt Textfassung für die Piccolo Puppenspiele, Bonn 1995.
- Gustav Ernst: Faust (1997).
- Edgar Brau: Faust (2012).
- Dirk Schmidt / Guido Brose: infaust – Ein Magdeburger Reim-Faust (2020).

### Schriften, Erzählungen
Siehe auch: Höllenzwang, Liste magischer Schriften
- Dr. Fausts vierfacher Höllenzwang (1501).
- Fausts dreifacher Höllenzwang (1501).
- Dr. Fausts Mirakel, Kunst und Wunderbuch (1504).
- Fausts Höllenzwang (1509).
- Johannis Fausti Manual Höllenzwang (Wittenberg 1524).
- Praxis Magia Fausti (Passau 1527).
- Johann Spies: Historia von D. Johann Fausten. (1587).
- Das Wagnerbuch von (1593).
- Das Widmann’sche Faustbuch von (1599).
- Dr. Fausts großer und gewaltiger Höllenzwang (Frankfurt 1609).
- Dr. Johannes Faust, Magia naturalis et innaturalis (Passau 1612).
- Johann Nicolaus Pfitzer: Das ärgerliche Leben und schreckliche Ende deß vielberüchtigten Ertz-Schwartzkünstlers Johannis Fausti (1674).
- Dr. Fausts großer und gewaltiger Meergeist (Amsterdam 1692).
- Johann Gottfried Gregorii: Faustens Höllenzwang in der Angermühle zu Leipzig (1712).
- Das Wagnerbuch (1714).
- Faustbuch des Christlich Meynenden (1725).
- Friedrich Maximilian Klinger: Fausts Leben, Thaten und Höllenfahrt (1791).
- Karl Alexander von Reichlin-Meldegg: Die deutschen Volksbücher von Johann Faust, dem Schwarzkünstler, und Christoph Wagner, dem Famulus .... 3 Bände, Stuttgart und Leipzig 1848.
- Heinrich Heine: Der Doktor Faust. Ein Tanzpoem (1851).
- Theodor Storm: Pole Poppenspäler (1875).
- Oscar Wilde: Das Bildnis des Dorian Gray (1890).
- Waleri Jakowlewitsch Brjussow: Der feurige Engel (1908).
- Hermann Hesse: Der Steppenwolf (1927) und Ein Abend bei Doktor Faust (1927).
- Michail Bulgakow: Der Meister und Margarita (entstanden 1928–1940).
- Klaus Mann: Mephisto (1936).
- Thomas Mann: Doktor Faustus (1947).
- Hans Wollschläger: Herzgewächse oder Der Fall Adams (1982).
- Helmut Krausser: Der große Bagarozy (1997).
- Dirk Seliger, Anke Seliger: Die letzten Geheimnisse des Dr. Faust. Ein Dutzend und eine Kunstsage (2001).
- Lea Singer: Mandelkern (2007).
- Andreas Gößling: Faust, der Magier (2007).
- Oliver Pötzsch: Der Spielmann – Die Geschichte des Johann Georg Faustus (2018).
- Karl Ove Knausgård: Die Schule der Nacht (2025).

### Musik

#### Klassik
Eine Auswahl von Kompositionen von 1724 bis 1995 findet sich in Faust. Annäherung an einen Mythos und eine alphabetische Liste bei Schmidt.
- Ignaz Walter: Doktor Faustus. Romantische Original-Oper in 4 Akten. 1797 (Erster Fauststoff auf die Opernbühne).
- Ludwig van Beethoven: Es war einmal ein König [„Flohlied des Mephisto“]. 1809, op. 75 Nr. 3.
- Louis Spohr: Faust. Oper, 1816[10].
- Franz Schubert: Gretchen am Spinnrade. Lied, 1814.
- Conradin Kreutzer: Gesänge aus Goethes „Faust“. 1820.
- Hector Berlioz:
  - Huit scènes de Faust. Kantate, 1828.
  - La damnation de Faust. Oratorium, 1845–46.
- Albert Lortzing: Don Juan und Faust. Bühnenmusik zu Grabbes gleichnamigem Drama, 1829.
- Louise Bertin: Fausto. 1831.
- Richard Wagner: Eine Faust-Ouvertüre. 1839–40, Neufassung 1855.
- Robert Schumann: Szenen aus Goethes Faust für Solostimmen, Chor und Orchester (1844–53).
- Franz Liszt:
  - Eine Faust-Sinfonie. 1854–57.
  - Vier Mephisto-Walzer. 1856–1861.
- Charles Gounod: Faust et Maguerite. Oper, 1859.
- Arrigo Boito: Mefistofele. Oper, 1868.
- Hervé: Le petit Faust. Oper, 1869.
- Modest Petrowitsch Mussorgski: Flohlied. 1879.
- Emilie Mayer: Ouvertüre zu Faust, op. 46, 1880.
- Gustav Mahler: 8. Sinfonie, Sinfonie der Tausend. 1906–07.
- Ferruccio Busoni: Doktor Faust. 1916–25.
- Hermann Reutter: Doktor Johannes Faust. Oper, 1936/55.
- Hanns Eisler: Libretto zu einer unvollendeten Oper Johann Faustus. 1952.
- Joesi Prokopetz und Wolfgang Ambros: Fäustling. Singspiel, anlässlich der Wiener Festwochen, 1973.
- Petr Eben: Faust. Suite für die Orgel, 1979/80.
- Kurt Schwaen: Das Spiel vom Doktor Faust. Oper in einem Prolog und neun Bildern. 1980/81.
- Alfred Schnittke:
  - Seid nüchtern und wachet … (Faustkantate, 1982–83).
  - Historia von D. Johann Fausten. Oper, 1991–94.

#### Pop- und Rockmusik
- Der Bluesgitarrist Robert Johnson soll der Legende nach sein Gitarrenspiel an einer verlassenen Kreuzung vom Teufel erworben haben.
- Einstürzende Neubauten: Faustmusik. 1994 (= Musik zu Werner Schwabs Bühnenstück Faust:: Mein Brustkorb: Mein Helm.).
- Randy Newman: Randy Newman’s Faust. 1995.
- Moonspell: Mephisto. 1996.
- Rudolf Volz: Faust I – Die Rockoper und Faust II – Die Rockoper (nur Originaltexte von Goethe), 1997/2003.
- Michael Postweiler und Erik Rastetter: Faust & Fisto. (Musical frei nach Goethe), 1995 (UA 1997).
- Subway to Sally: Mephisto. 1997.
- Arcturus: La Masquerade Infernale. 1997.
- Zentrifugal: Faust geballt. 1999.
- Current 93: Faust. 2000.
- Muse: The Small Print. Auf Absolution. 2003.
- Kamelot: Die albenübergreifende Saga auf Epica (2003) und The Black Halo. 2005.
- Ihsahn: Alchemist. 2006.
- Tenacious D: The Pick of Destiny. 2006.
- Radiohead: Faust Arp und Videotape. Auf: In Rainbows. 2007.
- Tanzwut: Götterfunken.
- Cradle of Filth: Absinthe with Faust.
- Schandmaul: Der Spielmann.
- Adhesive: On a Pedestal.
- Emigrate: Faust. 2014.
- Bushido: Mephisto. 2018.
- Böhse Onkelz: Wir bleiben, 2015
- Der Name der niederländischen Black-Metal-Band Urfaust bezieht sich auf Goethes Urfaust

### Film
Als Quellen (für Filme bis in die 1980er Jahre) siehe Möbus u. a.
- Georges Méliès: La Damnation de Faust. 1903.
- Hanns Heinz Ewers: Der Student von Prag. 1913.
- Friedrich Murnau: Faust – eine deutsche Volkssage. 1926.
- Peter Gorski, Gustaf Gründgens: Faust. 1960, Verfilmung von Goethes Faust I.
- Richard Burton, Nevill Coghill: Doktor Faustus. 1967 (mit Elizabeth Taylor; Adaption von Marlowes Schauspiel).
- Stanley Donen: Mephisto 68 (Bedazzled). 1967.
- Peter Ustinov: Hammersmith is out. 1972 (mit Beau Bridges, Richard Burton und Elizabeth Taylor; freie Adaption von Goethes Faust I).
- Dieter Dorn: Faust – Vom Himmel durch die Welt zur Hölle. 1988 (Verfilmung von Goethes Faust I).
- Jan Švankmajer: Faust. 1994.
- Harold Ramis: Teuflisch (Bedazzled). 2000.
- Brian Yuzna: Faust – Love of the Damned. 2000.
- Rudolf Volz: Faust – Die Rockoper. 2006.
- Terry Gilliam: Das Kabinett des Doktor Parnassus. 2009.
- Alexander Sokurow: Faust. 2011.
- Philipp Humm: The Last Faust. 2019.

### Hörbuch
- Faust I (1954), Schallplattenproduktion von Faust I, die als erstes deutschsprachiges kommerzielles Hörbuch gilt.
- Faust. Der Tragödie erster Teil. In der Gründgens-Inszenierung des Düsseldorfer Schauspielhauses. Universal Music, Berlin 1998, ISBN 978-3-8291-0698-6 (2 CDs)
- Faust. Der Tragödie zweiter Teil. In der Gründgens-Inszenierung des Deutschen Schauspielhauses Hamburg. Universal Music, Berlin 1998, ISBN 978-3-8291-0700-6 (2 CDs)

### Brettspiele
- Dr. Faust – Nur wer verteufelt denkt, gewinnt, Blatz-Spiele 1994 (Spiel des Jahres 1994 – Sonderpreis Schönes Spiel)

### Bilder und Illustrationen

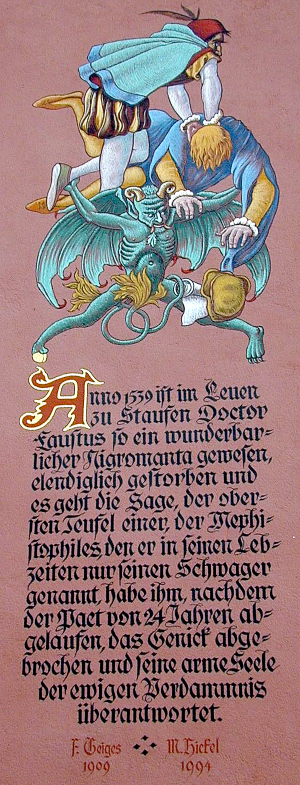
Inschrift zur Faustsage in Staufen im Breisgau
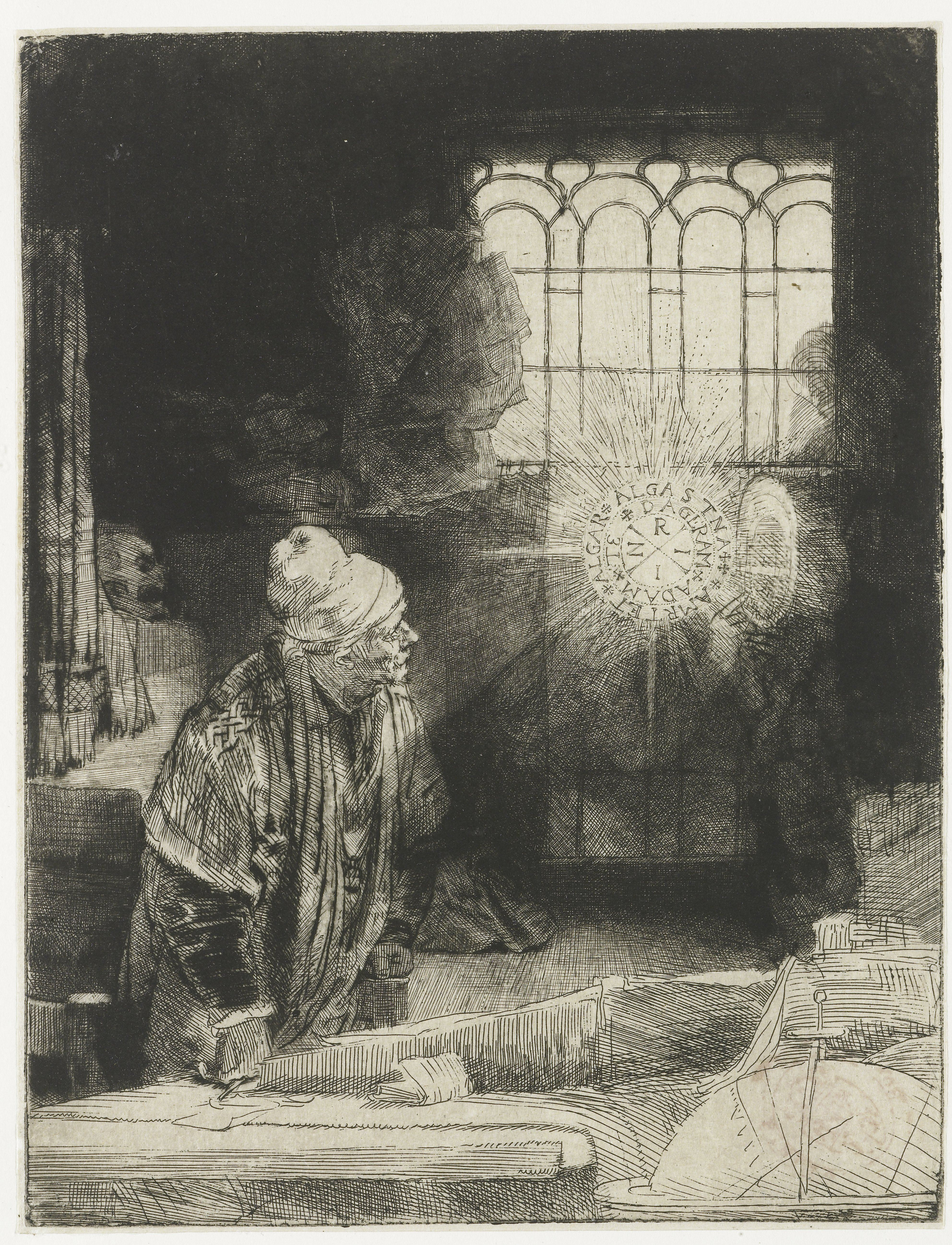
Rembrandt: Faust, 1650–52
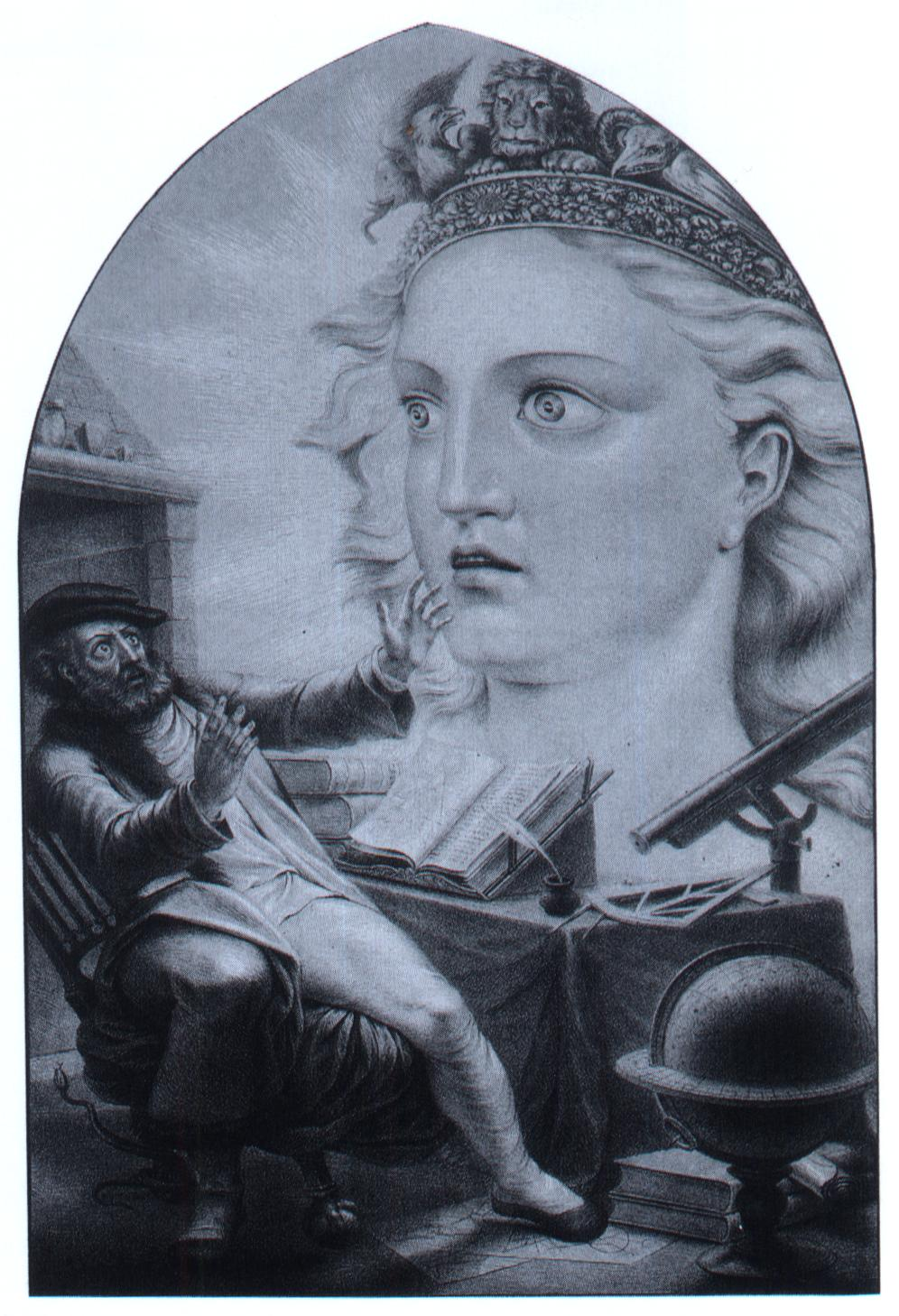
Ludwig G. C. Nauwerck: Faust mit Erdgeist, 1810
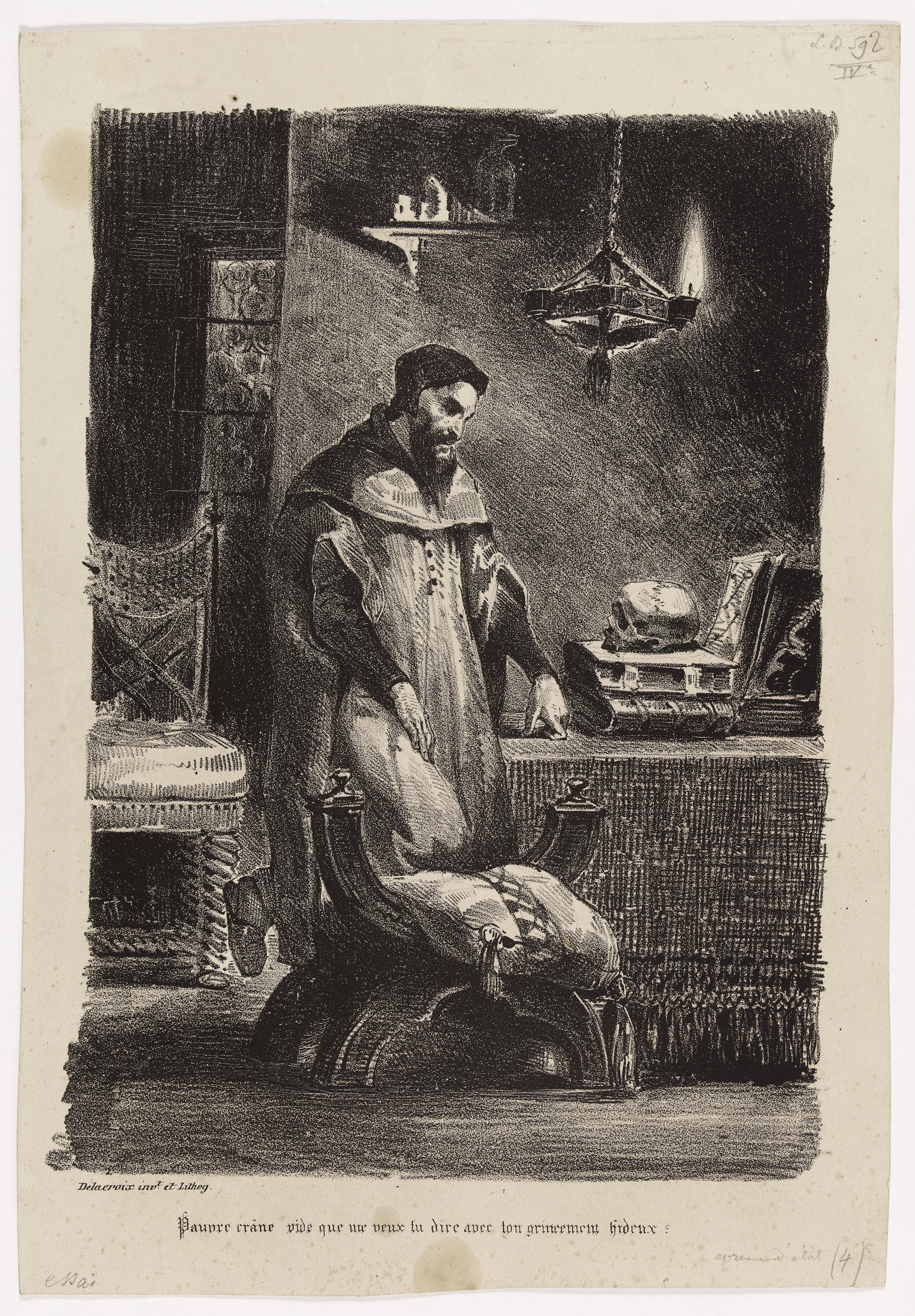
Eugène Delacroix: Studierzimmer, Faust allein, 1827
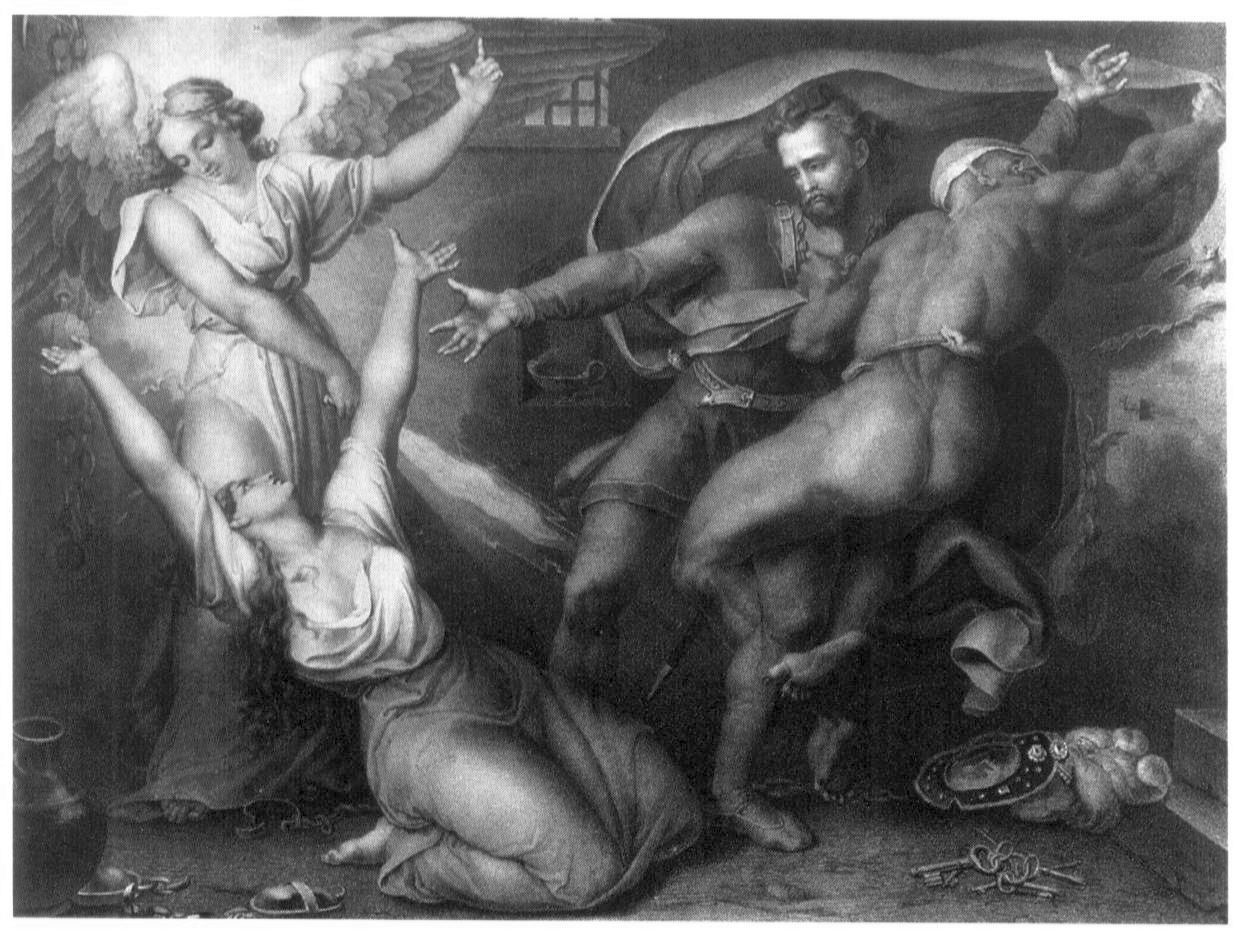
Wilhelm Hensel: Sie ist gerichtet! ist gerettet, 1835
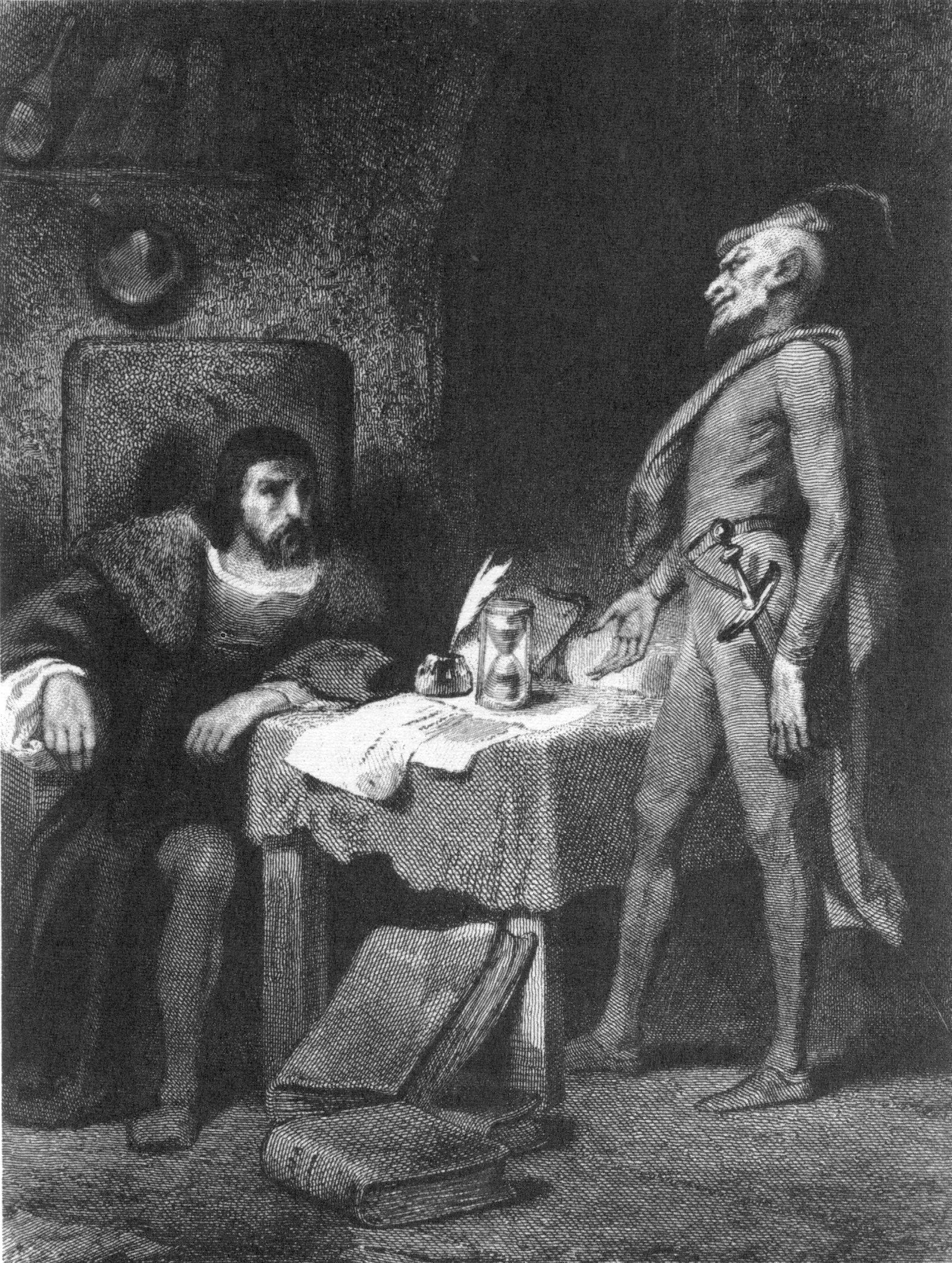
Tony Johannot: Faust und Mephisto, 1845–1847
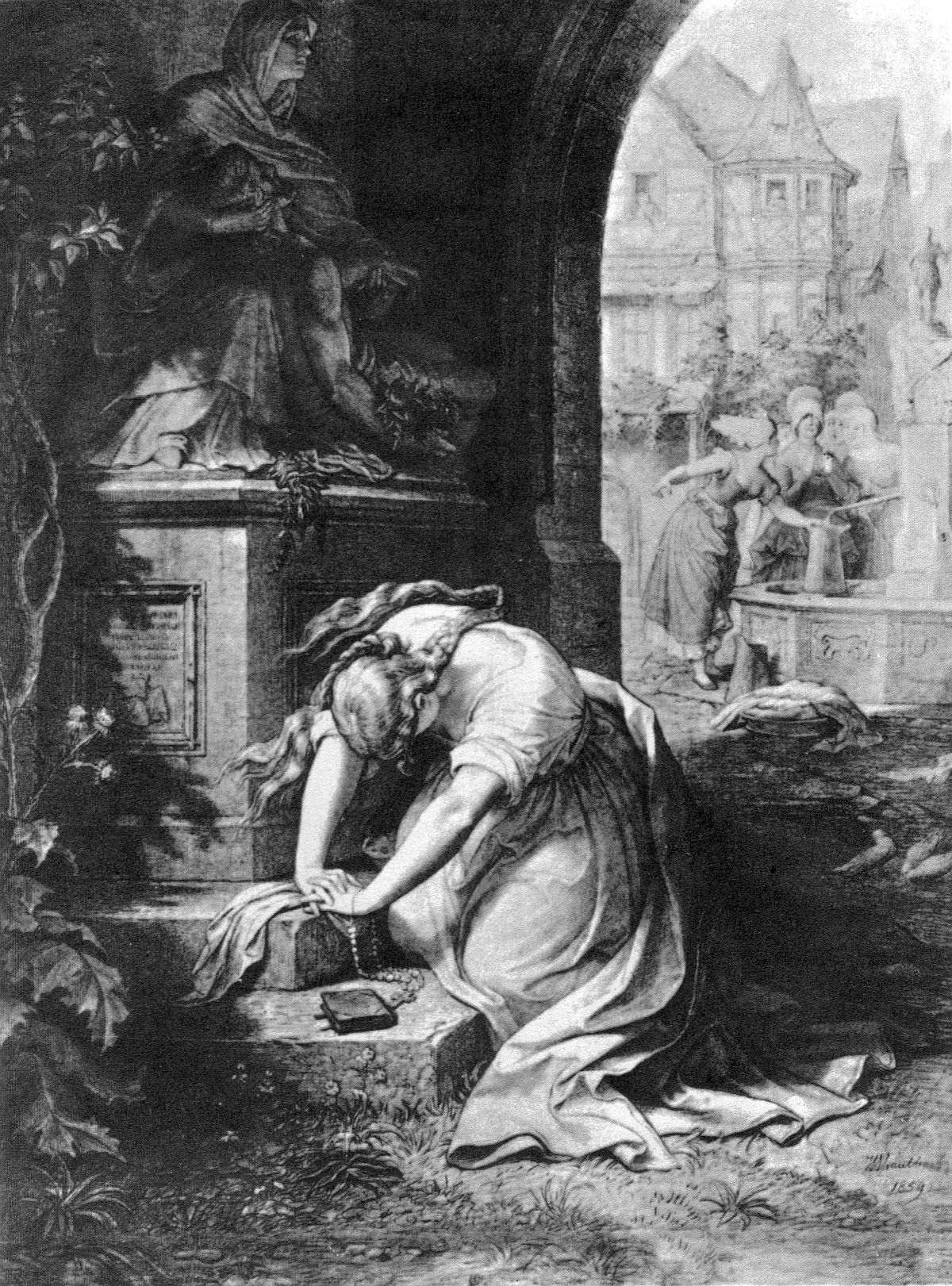
Wilhelm von Kaulbach: Gretchen vor der Mater Dolorosa, vor 1860
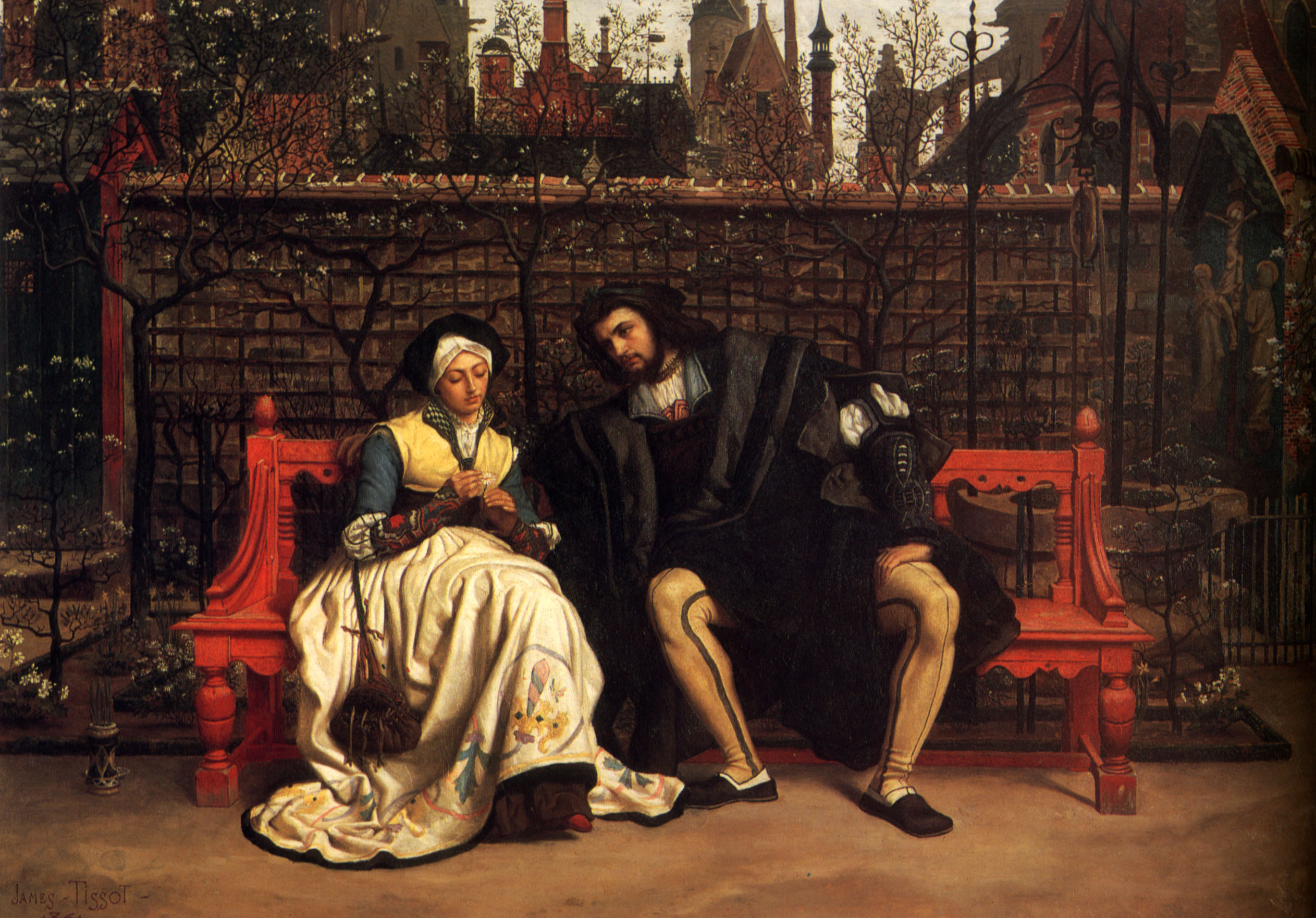
James Tissot: Faust und Margarete im Garten, 1881
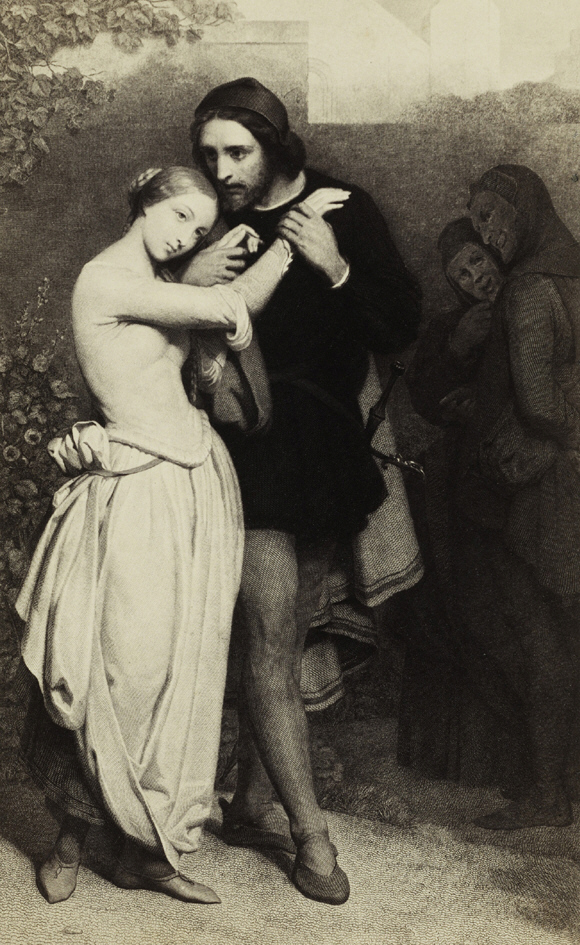
Ary Scheffer: Faust und Margarete, 1861
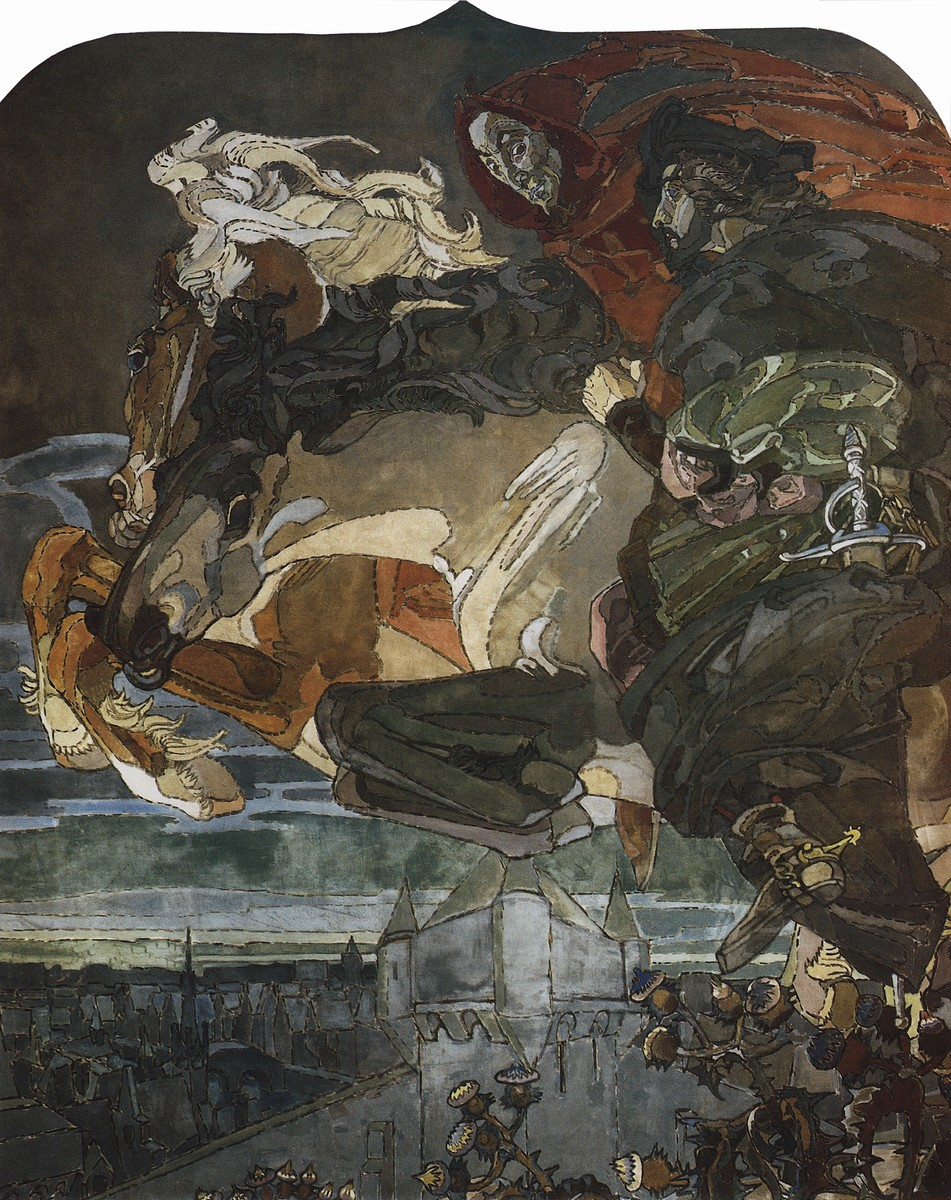
Michail Alexandrowitsch Wrubel: Flucht von Faust und Mephisto, 1896
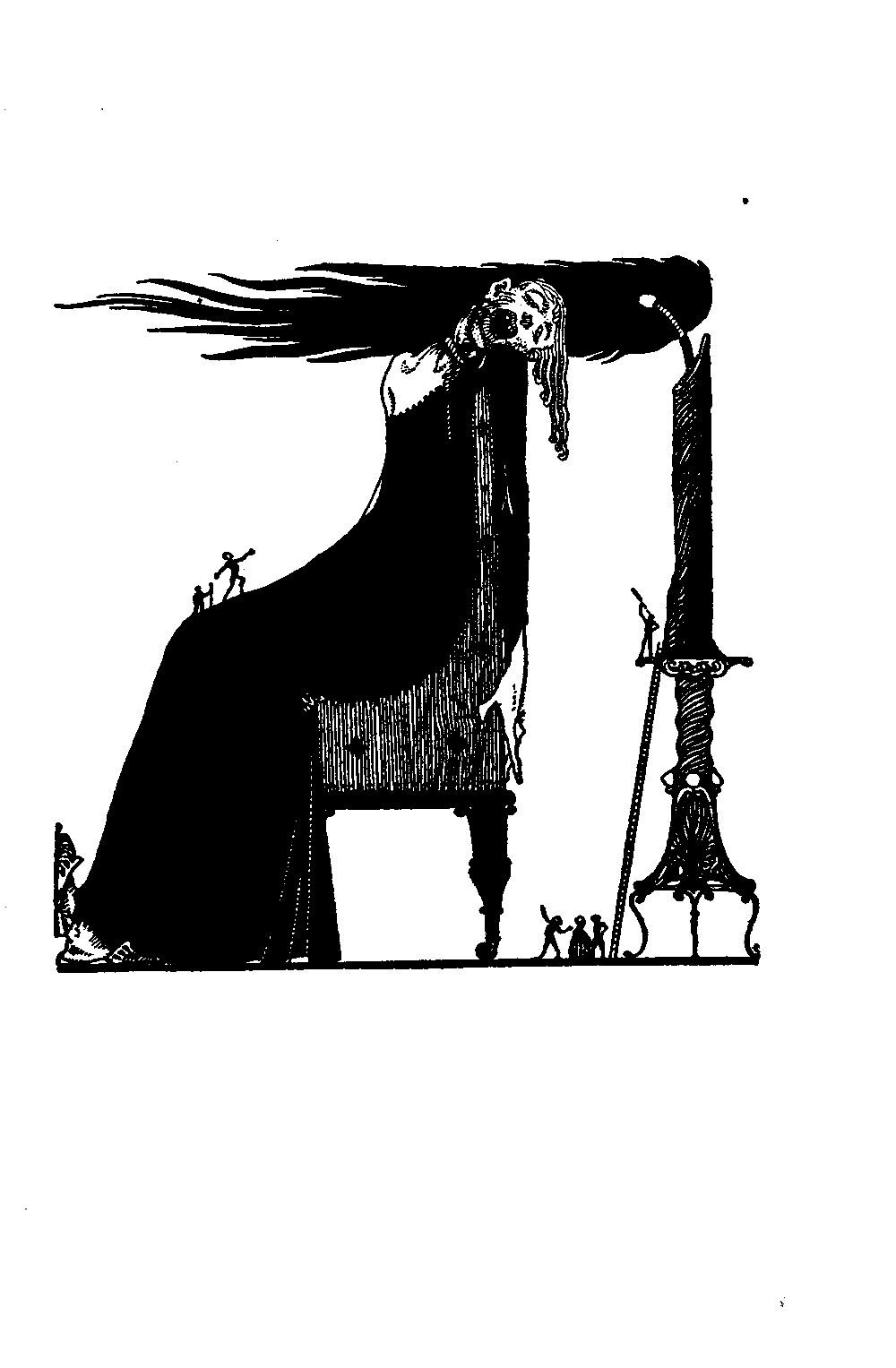
Harry Clarke: Faust, 1925
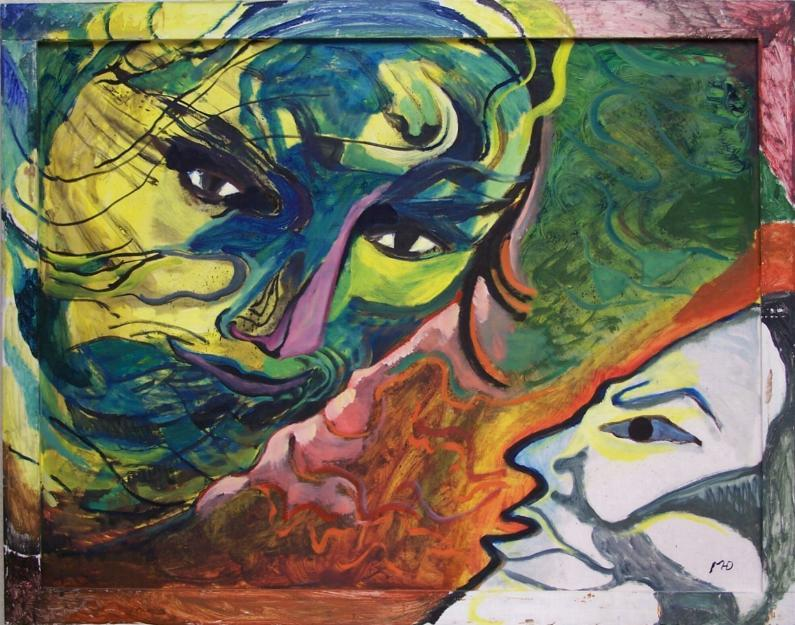
Margret Hofheinz-Döring: Faust und der Erdgeist, 1969
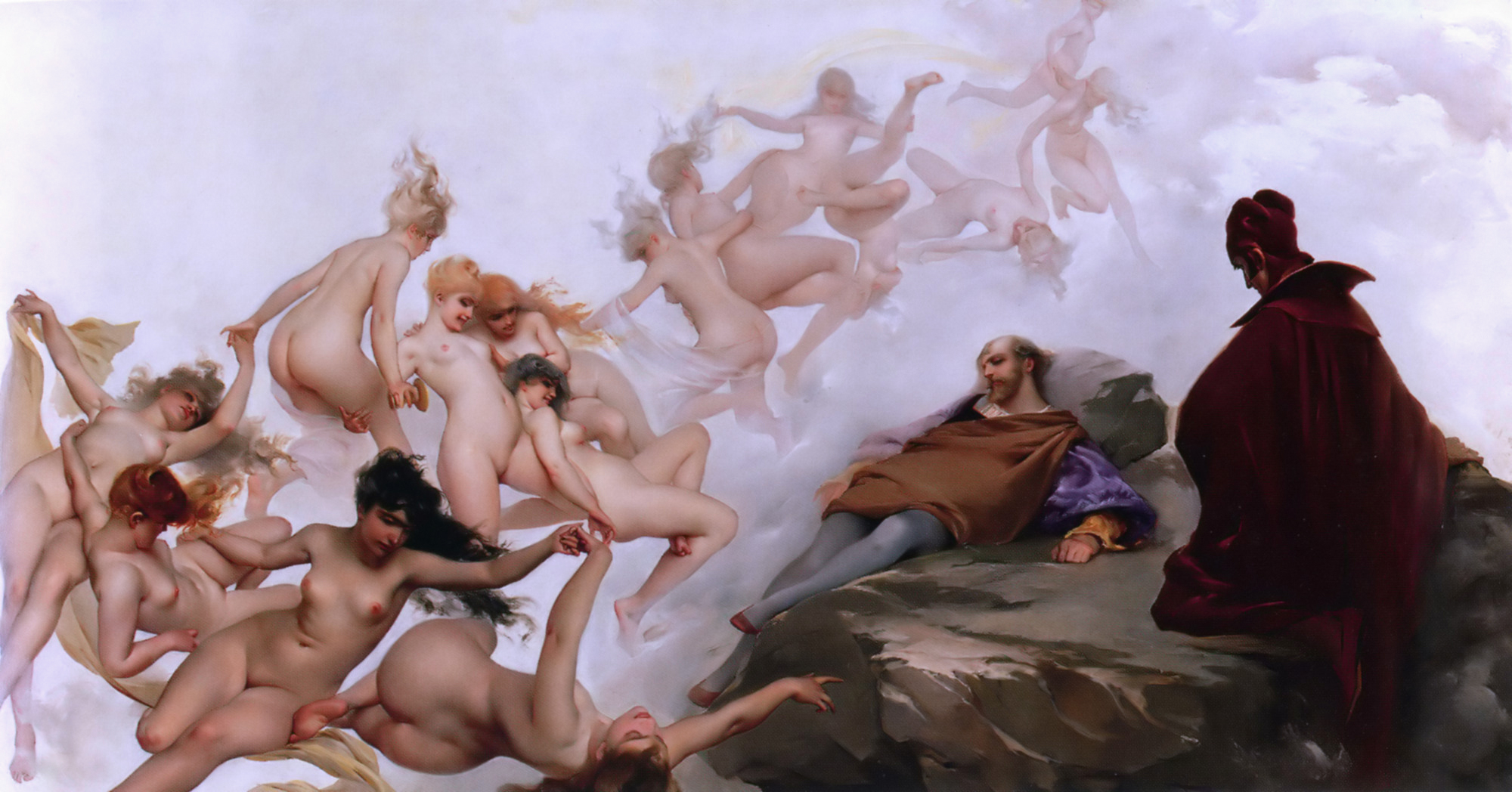
Luis Ricardo Falero: Der Traum des Faust, 1880
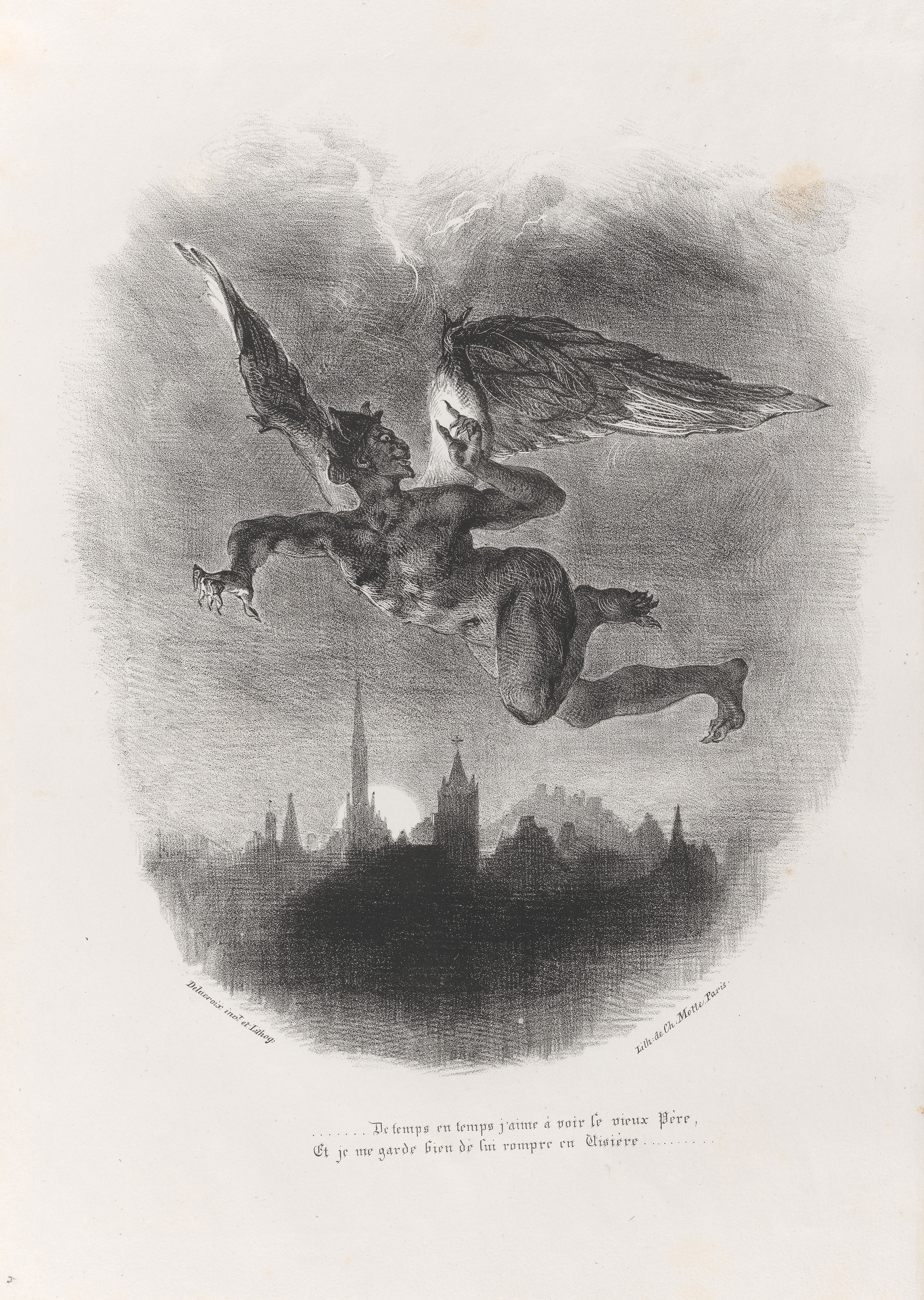
Ferdinand Victor Eugène Delacroix: Mephistopheles über Wittenberg, 1828, in einer Lithographie zu Goethes »Faust«
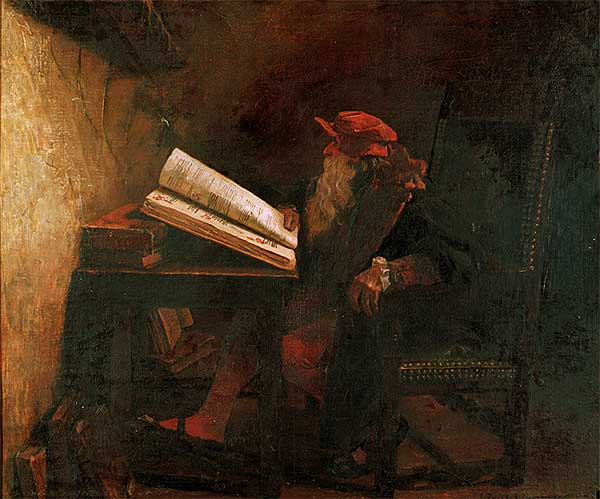
Jean Paul Laurens: Dr. Fausto

## Rezeption
- Ausstellung Du bist Faust, Kunsthalle der Hypo-Kulturstiftung München (Bis Ende Juli 2018)[12]